# Velocità estrema
Velocità estrema (Rush of Fear) è un film per la televisione del 2003 diretto da Walter Klenhard.